# IC 1222
IC 1222 هو اصطدام مجري، يقع في كوكبة الجاثي، يقدر بعده عن مجرة درب التبانة بنحو 420 مليون سنة ضوئية ويقدر قطره بحوالي 210 ألف سنة ضوئية، وقد تم اكتشافه ي 10 يوليو 1890.

## روابط خارجية
- IC 1222 على موقع ويكي سكاي: DSS2, SDSS, GALEX, IRAS, Hydrogen α, X-Ray, Astrophoto, Sky Map, Articles and images